# Polysakkarid
Polysakkarider er komplekse kulhydrater. De er polymerer dannet af mange monosakkarider – dog mindst 10 – sat sammen af glykosidbindinger. De er normalt amorfe, uopløselige i vand og smager ikke sødt som mange mono- og disakkarider (heriblandt sukker).
Polysakkarider er ofte lagermolekyler såsom stivelse, cellulose og glykogen. Polysakkarider har den generelle formel Cn(H2O)n-1.
Ordet "Poly" betyder "mange", ligesom "polygon", som betyder "mange-kant"

## Stivelse
Stivelse omfatter to slags polymerer af glukose, hhv. amylose og amylopektin. Amylose består af en lineær kæde af adskillige hundrede glukoseenheder. Amylopektin er et forgrenet molekyle sammensat af mange kortere lineære kæder af glukoseenheder som et forgrenet træ. Glucoseenhederne i amylose er forbundet med α-1,4-glykosidbindinger, ligesom de lige stykker af et amylopektin-molekyle. Forgreningspunkterne i amylopektin fremkommer som resultat af α-1,6-glykosidbindinger. 
Stivelse er tungtopløselig i koldt vand. For at stivelse skal kunne opløses i vand skal det varmes op til omkring kogepunktet. Kartofler, ris, hvede og majs er menneskers hovedkilder til stivelse.
Ved overopvarmning af fødevarer omdannes stivelse til det potentielt kræftfremkaldende stof akrylamid ved en Maillard-reaktion.

## Glykogen
I dyr og mennesker lagres overskudsglukose som glykogen i depoter i lever og muskler. Glykogen er ligesom amylopektin et forgrenet molekyle sammensat af mange kortere lineære kæder af glukoseenheder som et forgrenet træ (se illustrationen). Glucoseenhederne i de lineære kæder er forbundet med α-1,4-glykosidbindinger, og forgreningspunkterne i fremkommer som resultat af α-1,6-glykosidbindinger. 

## Cellulose
Cellulose er som stivelse og glykogen opbygget af glukoseenheder, men i beta-1,4-bindinger. Som amylose er cellulose uforgrenet. Cellulose-molekylet er meget langt og bundet til nabomolekyler med hydrogenbindinger, hvilket udgør en meget stiv struktur som en vigtig del af planternes cellevægge.
Planters strukturkomponenter er primært cellulose. Træ er mest cellulose, mens papir og bomuld næsten kun består af cellulose. Cellulose kan ikke nedbrydes i menneskets tarm, da beta-1,4-bindingerne ikke spaltes af nogle af menneskets fordøjelsesenzymer.

## Inulin
Inulin er en forgrenet polymer af fruktoseenheder, der ikke kan fordøjes i tyndtarmen, da mennesket fordøjesessystem ikke indeholder de nødvendige enzymer der kan spalte bindingerene mellem fruktoseenhederne. Inulin omtales som et præbiotisk stof, hvilket skyldes at det, når det når tyktarmen, helt eller delvist bliver nedbrudt via fermentering af den residerende tarmflora. Det primære produkt er korte fedtsyre som optages over tarmvæggen.

## Agar
Agar består af en blanding af agarose og agaropectin. Agarose, som er hovedkomponenten af agar, er en lineær polymer som amylose, men opbygget af disakkaridet agarobiose, D-galaktose og 3,6-anhydro-L-galaktose. Agaropektin er en blanding af mindre molekyler, der forekommer i mindre mængde.
Agar er naturligt forekommende og udvindes af cellevæggene af nogle arter af rødalger eller tang. Agar polysaccharider fungerer som primær strukturel støtte for algernes cellevægge.
Agar finder udbredt anvendelse som fortykningsmiddel i levnedsmidler og som dyrkningsmedium i mikrobiologien.

## Carrageenan
Carrageenan er et sulfateret polysakkarid, der er opbygget af beta-1,3-bundet disakkarid af galaktose og alfa-1,4-anhydrogalaktose, der også benævnes som sulfatholdige D-galaktaner. Carrageenan bruges som fortykningsmiddel i levnedsmidler  (nr. E407 ifølge EU’s tilsætningsstofdirektiv) og bruges bl.a. i soft ice, marmelade, tandpasta, flødeskum på spraydåse. Det fremstilles flere rødalger, isærn fra Carrageentang eller “irsk mos”, Chondrus crispus, der også findes i danske farvande. Anvendelsen af carrageenan i levnedsmidler kompliceres af bl.a. af carragenans evne til at binde tungmetaller som arsen, bly, kobber og zink og omdannelsesprodukternes egenskaber.

## Furcellaran
Furcellaran også kaldet “Danish agar” er et sulfateret polysakkarid, der i opbygning meget minder om carrageenan. Det fremstilles fra rødalgen Furcellaria lumbicalis og har tilsvarende anvendelser. Furcellaran har samme nr. som carrageenan (nr. E407 ifølge EU’s tilsætningsstofdirektiv).